# Agstev
El río Agstev (en armenio: Աղստև, en ruso: Агсте́в) o Agstafa (en azerí: Ağstafa, en ruso Акстафа) es un río que atraviesa territorio perteneciente a Armenia y Azerbaiyán, y que desemboca, por la derecha, en el río Kurá. Entre las ciudades que se asientan a lo largo del curso río se encuentra Dilijan, Ijeván, Gazaj y Agstafa.